# Liste de mosquées d'Australie
Cet article présente la liste de mosquées d'Australie.

## Liste
| Nom                                     | Image | Ville                 | État/Territoire                        | Inauguration     |
| --------------------------------------- | ----- | --------------------- | -------------------------------------- | ---------------- |
| Mosquée centrale d'Adélaïde             |       | Adélaïde              | Australie-Méridionale                  | 1888             |
| Mosquée Al-Zahra d'Arncliffe            |       | Arncliffe             | Nouvelle-Galles du Sud                 | 1980             |
| Mosquée Gallipoli d'Auburn              |       | Auburn                | Nouvelle-Galles du Sud                 | 28 novembre 1999 |
| Mosquée Ali Bin Abi Taleb de Sydney     |       | Sydney (Lakemba)      | Nouvelle-Galles du Sud                 | 1977             |
| Mosquée Baitul Huda de Sydney           |       | Sydney (Marsden Park) | Nouvelle-Galles du Sud                 | juillet 1989     |
| Mosquée Penshurst de Sydney             |       | Sydney (Penshurst)    | Nouvelle-Galles du Sud                 | 1983             |
| Mosquée Baitul Masroor de Brisbane      |       | Brisbane              | Queensland                             | 25 octobre 2013  |
| Mosquée de Toowoomba                    |       | Toowoomba             | Queensland                             | 30 mars 2014     |
| Mosquée du centre islamique de Canberra |       | Canberra              | Territoire de la capitale australienne |                  |
| Mosquée de Deer Park de Melbourne       |       | Melbourne (Albanvale) | Victoria                               | 1993             |
| Mosquée Sunshine de Melbourne           |       | Melbourne (Sunshine)  | Victoria                               | 1992             |